# Naim Audio
Naim est une marque britannique d'équipements hi-fi détenue par Naim Audio Limited (Private Limited Company équivalent d'une SARL française), société basée à Salisbury, Royaume-Uni. Sa gamme de produits comprend tous les éléments de la chaîne haute-fidélité et audiovisuelle (sauf les téléviseurs) : platines CD, amplificateurs, boîtiers d’alimentation électrique, enceintes, DAC (Convertisseur numérique-analogique), lecteurs réseau, câbles. Après une fusion en 2011 avec Focal, entreprise française spécialisée dans la fabrication d’enceintes et d’équipements hi-fi haut de gamme, Naim est détenue par le groupe VerVent Audio.

## Histoire
L'entreprise Naim Audio Visual a été créée en 1969 par le jeune Julian Vereker pour commercialiser un amplificateur audio à lampe. Déçu par les amplificateurs de l’époque, il en construit un pour son entourage. Naim Audio naît alors. La marque est déposée le 4 juin 1973. La convention de l’époque - qui remonte au pionnier de l’audio Edgar Villchur - voulait que les enceintes déterminent le son d’un système hi-fi et que les amplificateurs n’étaient qu’un moyen de piloter les haut-parleurs.

## Amplificateurs
Le premier amplificateur commercialisé par la marque fut le NAP160, en 1971 ; le NAP 250, lancé en 1975, devint un classique. Son circuit d'amplification est désormais repris dans tous les designs des amplis Naim ultérieurs, jusqu’au lancement du NAP 500 en 2000. Le NAIT, premier amplificateur intégré de Naim, est « l'un des amplis intégrés les plus célèbres de l'histoire de la Hi-fi ».
En 2014, Naim propose également son nouveau couple de produits ampli/pré-ampli, le Statement, sur un créneau très haut de gamme.
En 2024, Naim présente pour la première fois des produits destinés au marché de l’Intégration : CI-NAP 108, CI-NAP 101 et CI-Uniti 102. Ces amplificateurs de puissance et amplificateur-streaming sont le complément idéal aux enceintes Focal. En octobre de la même année, les ingénieurs ont développé sur mesure l’électronique de DIVA UTOPIA, première enceinte active, sans fil et connectée de Focal. L'électronique comprend une amplification de classe AB, délivrant 400 watts de puissance, et un nouveau module actif Naim Pulse Platform pour le streaming musical haute résolution.

## R&D
En 1983, Guy Lamotte est engagé comme concepteur. Il achève le développement des tuners FM NA T01 et NAT101 et pilote le développement de l'alimentation Hi-Cap ainsi que les cinq modifications apportées à la préamplification Naim (NAC42 et 32), au filtre actif NAXO et au bras de lecture unipivot ARO (développé conjointement avec David Beck). Lamotte a travaillé sur un prototype de haut-parleur électrostatique. Il a été intégré à Naim en 1987, après la fin du partenariat Linn/Naim,. Roy George, qui a rejoint la société en 1985 et a été nommé directeur technique de Naim en 2000, est à l’origine de la conception de nombreux produits Naim.
La société et ses produits tels que le NAIT, le préamplificateur NAC52, le bras de lecture unipivot ARO et le SBL (Separate Box Loudspeaker) font l'objet d'un véritable culte,.
En 2019, la société mère Vervent Audio Group prévoit d'investir plus de 8 % de son chiffre d'affaires dans la recherche et le développement.

## L'après Julian Vereker
La société est dirigée par Julian Vereker jusqu'à son décès en 2000, date à laquelle Paul Stephenson, alors directeur des ventes, devient directeur général jusqu'en 2015. L'entreprise a vu son chiffre d'affaires passer de 6 millions à 20 millions de livres sterling et s'est lancée dans le streaming numérique. Trevor Wilson, ancien directeur de la recherche et du développement, est devenu directeur général de 2015 à 2018, puis Charlie Henderson devient directeur général de 2018 à 2021. En 2021, le chiffre d'affaires passe à 39 millions de livres sterling, avec un bénéfice avant impôt de près de 5 millions de livres sterling.

## Alimentations séparées
Naim a développé une gamme d'alimentations séparées pour alimenter certains de ces produits comme les pré-amplis, les lecteurs CD.
Le principal avantage de séparer les alimentations est de réduire grandement les problèmes de rayonnements électromagnétiques affectant les composants électroniques des autres maillons de la chaîne hifi.
Il existe plusieurs gammes de produits : les alimentations pour pré-amplis avec la HiCap, la FlatCap, et la SuperCap ; les alimentations pour les lecteurs CD : XPS, 555.
Ces alimentations sont développées pour un niveau d'équipement spécifique, puisque Naim propose plusieurs gamme de produits (lecteurs CD, amplis, pré-amplis) entrée-milieu-haut de gamme.

## Audio numérique
Pendant les années 1980, Naim a affirmé que le CD était un support bien inférieur au disque gramophone en vinyle, et a continué à concevoir ses produits dans ce contexte.L'annonce en 1989 que la société travaillait sur un lecteur de CD a surpris le marché. Le lecteur, appelé CDS, était inhabituel pour un appareil à deux boîtiers, car Naim plaçait le convertisseur numérique-analogique dans le même boîtier que le circuit de transport et le circuit audio, tout en gardant l'alimentation séparée. Le lecteur a connu deux révisions majeures, le CDS2 (1998) et le CDS3 (2002). Naim a également fabriqué plusieurs lecteurs à boîtier unique moins chers, tels que le CD 5 XS (2009). En 2023, seul le CD5si (introduit en 2012) continue d'être fabriqué.
La gamme Uniti de Naim, introduite en 2009, permet d'accéder à divers services et sources de streaming numérique ; ces produits intègrent des amplificateurs de puissance et sont connectés à des haut-parleurs externes. L'Uniti Atom a reçu l’EISA du meilleur système tout-en-un en 2018-19.
La gamme d’enceintes tout-en-un Mu-so, introduite en 2014, intègre des haut-parleurs Focal. Elle évolue en 2019 avec les modèles « seconde génération » : Mu-so 2nd Generation et Mu-so Qb 2nd Generation, version compacte. En janvier 2024, c’est la gamme des lecteurs tout-en-un Uniti qui s’enrichit du modèle Uniti Nova Power Edition, pour toujours plus de puissance.
En 2023, Naim présente une ligne renouvelée d’éléments séparés avec New Classic. Amplificateur, préamplificateur, streamer/DAC… : ces électroniques permettent de composer un système audio de qualité audiophile.

## Partenariats
Dans les années 1970 et 1980, Naim travaillait étroitement avec Linn Products tant au niveau commercial qu’au développement de produit. Cette collaboration fut rompue à l’aube de l’ère du son numérique. Aujourd'hui, chaque fabricant dispose de sa propre gamme de produit, de bout à bout.
En 2008, Naim s'est associée au constructeur automobile Bentley dans le cadre du projet « Naim for Bentley », un système audio embarqué en option. Naim réalise les systèmes audio de plusieurs modèles du constructeur, parmi lesquels : Bentley Flying Spurs (2020), Bentley Continental GT ou encore Bentley Bentayga. Pour célébrer leur partenariat d’exception, Naim et Focal présentent en 2020 des produits spéciaux en édition Bentley Motors : le système tout-en-un Mu-so for Bentley Special Edition et le casque hi-fi Focal for Bentley Radiance. La même année, Naim développe un système audio pour l’hypercar Battista de Automobili Pininfarina.
Depuis 2014 Naim est sponsor officiel de l'équipe Bentley motorsport GT3.
Le 21 aout 2018, Naim annonce son partenariat avec l’équipe de rugby de Bath, au Royaume-Uni.
En 2023, Naim conçoit un système très haut de gamme pour la division Mulliner de Bentley. La Batur, voiture la plus puissante jamais construite par Bentley, accueille un système audio Naim composé de 20 haut-parleurs fabriqués par Focal. En 2017, la marque collabore avec Princess Yachts.

## Direction
Au moment de son décès, Julian Vereker détenait la moitié du capital social de la société. L'autre moitié était détenue par des employés, dont Paul Stephenson qui en possédait 20 %. Julian Vereker a légué ses actions à un trust dont Stephenson est le fiduciaire.

### 2011: Focal & Co
En août 2011, Naim et Focal-JMLab ont annoncé la fusion des deux sociétés. Focal & Co, la nouvelle entité qui est formée pour détenir les opérations existantes, emploie 325 personnes au total sur deux sites, à Saint-Étienne, en France, et à Salisbury, au Royaume-Uni.  Les marques Naim et Focal continueront à fonctionner de manière indépendante, tout en collaborant dans le domaine de la recherche et du développement.
Les actionnaires de Focal & Co sont ceux qui détenaient respectivement la société avant la fusion (à savoir Jacques Mahul, CM-CIC, et les dirigeants de Focal et de Naim), ce qui laisse supposer que la fusion a été réalisée par un échange d'actions contre des actions de la société holding. Aucune statistique sur la propriété et aucune évaluation n'ont été mentionnées.

### 2014: Vervent Audio Group
En mai 2014, les investisseurs français Naxicap Partners et la société française de capital-investissement Aquasourca ont annoncé avoir acquis une participation majoritaire dans le groupe Focal & Co, qui a été renommé Vervent Audio Group.
En août 2017, Focal-JMLab UK Limited, le distributeur des enceintes Focal au Royaume-Uni, a fusionné avec Naim Audio Limited. Fin 2019, Alpha Private Equity devient l'actionnaire majoritaire de Vervent, présidée par Cédrick Boutonet nommé CEO, et les filiales Focal Naim America et Focal Naim Canada sont créées. Cette même année, le déploiement d’un réseau mondial de magasins Focal Powered by Naim est lancé, avec des premières ouvertures à Séoul (Corée du Sud) et à Lyon (France). Suivront les Etats-Unis, l’Angleterre, le Canada et beaucoup d’autres. Ces magasins, shop-in-shop et corners destinés aux marques Focal et Naim offrent aux clients une expérience de marque. Le réseau FPBN compte plus de 50 espaces de l'Amérique du Nord à l'Asie en passant par l'Europe.
En 2022, le chiffre d’affaires du groupe Vervent Audio s’élève à 156 millions d’euros.

## Label Naim
Fondé en 1993, Naim Records est le label musical de Naim Audio..